# Calathea fasciata
Calathea fasciata är en strimbladsväxtart som först beskrevs av Jean Jules Linden och Karl Heinrich Koch, och fick sitt nu gällande namn av Eduard August von Regel och Friedrich August Körnicke. Calathea fasciata ingår i släktet Calathea och familjen strimbladsväxter. Inga underarter finns listade.